# Radio-Televizija Srbije
Radio-Televizija Srbije (RTS; serbisch-kyrillisch Радио Телевизија Србије, РТС; deutsch: Rundfunk Serbiens) ist die öffentlich-rechtliche Rundfunkanstalt Serbiens. Der Sender produziert vier Hörfunk- und vier Fernsehprogramme.

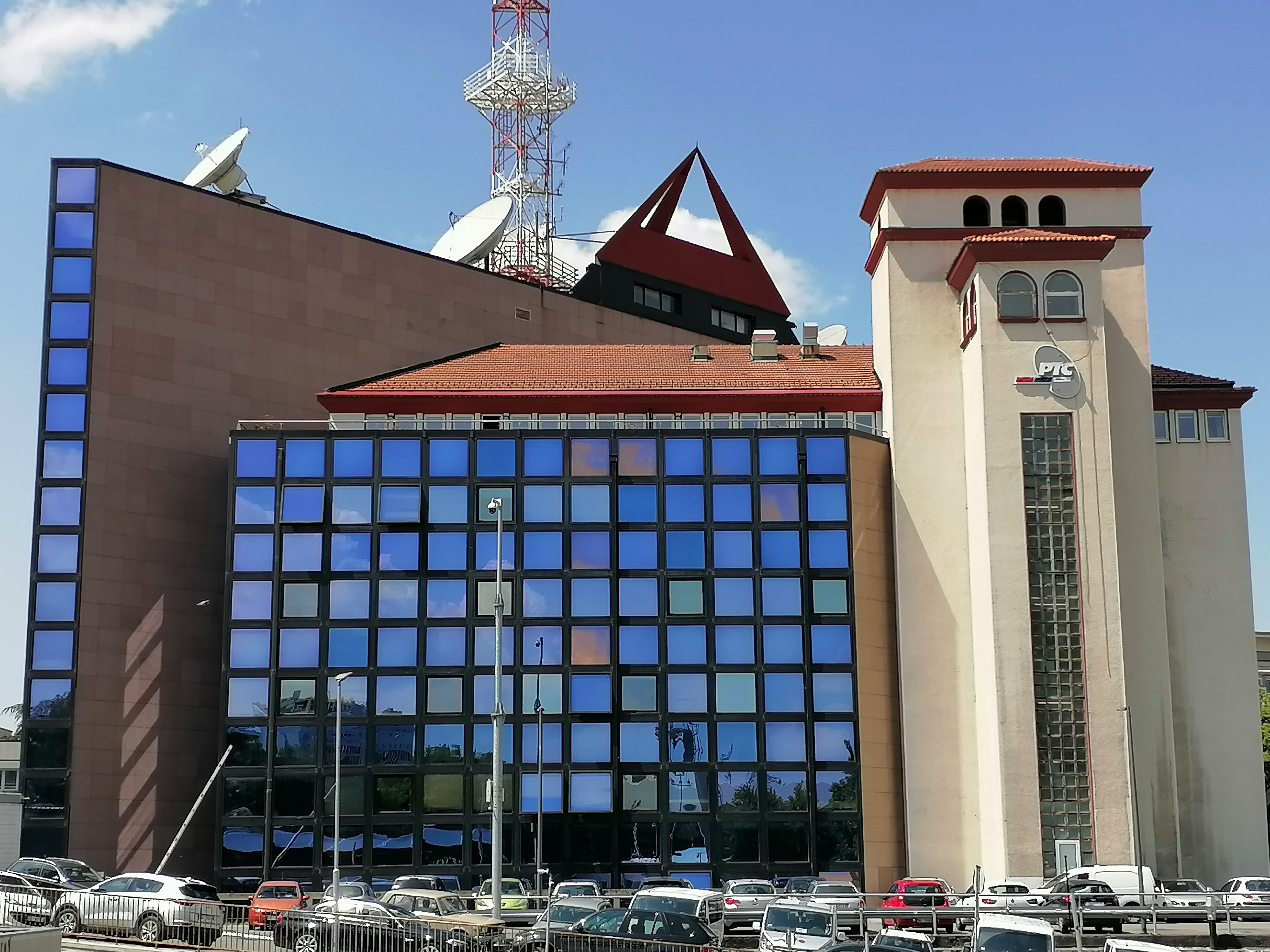
Gegenwärtige RTS-Zentrale in Belgrad

## Geschichte
In den 1920er-Jahren wurden erste Versuche unternommen, einen Radiosender mit einer Reichweite von 455 Metern zu erproben. Der erste erfolgreiche Versuch gelang am 24. März 1929, als Radio Belgrad aus dem Gebäude der Serbischen Akademie sein erstes Programm ausstrahlte. Radio Belgrad strahlte bis zum deutschen Überfall auf das Königreich Jugoslawien im Zweiten Weltkrieg ein regelmäßiges Programm aus. In der Besatzungszeit wurde die staatliche jugoslawische Radioausstrahlung beendet und der Sender von der deutschen Wehrmacht betrieben. Es wurde ein Programm für die deutschen Truppen ausgestrahlt, das insbesondere den schon zwei Jahre alten Lale-Andersen-Song Lili Marleen in Europa bekannt machte. Nach der Befreiung durch Titos Partisanen sendete Radio Belgrad ab dem 10. November 1944 wieder in serbischer Sprache.
Anlässlich des 100. Geburtstags des serbischstämmigen Wissenschaftlers Nikola Tesla war im Jahr 1956 eine Demonstration der Fernsehtechnik organisiert. Das Pilotprogramm des Fernsehens Belgrads begann mit einer Fernsehansage und der Direktübertragung erster Fernsehnachrichten – damals moderiert von Miloje Orlović.

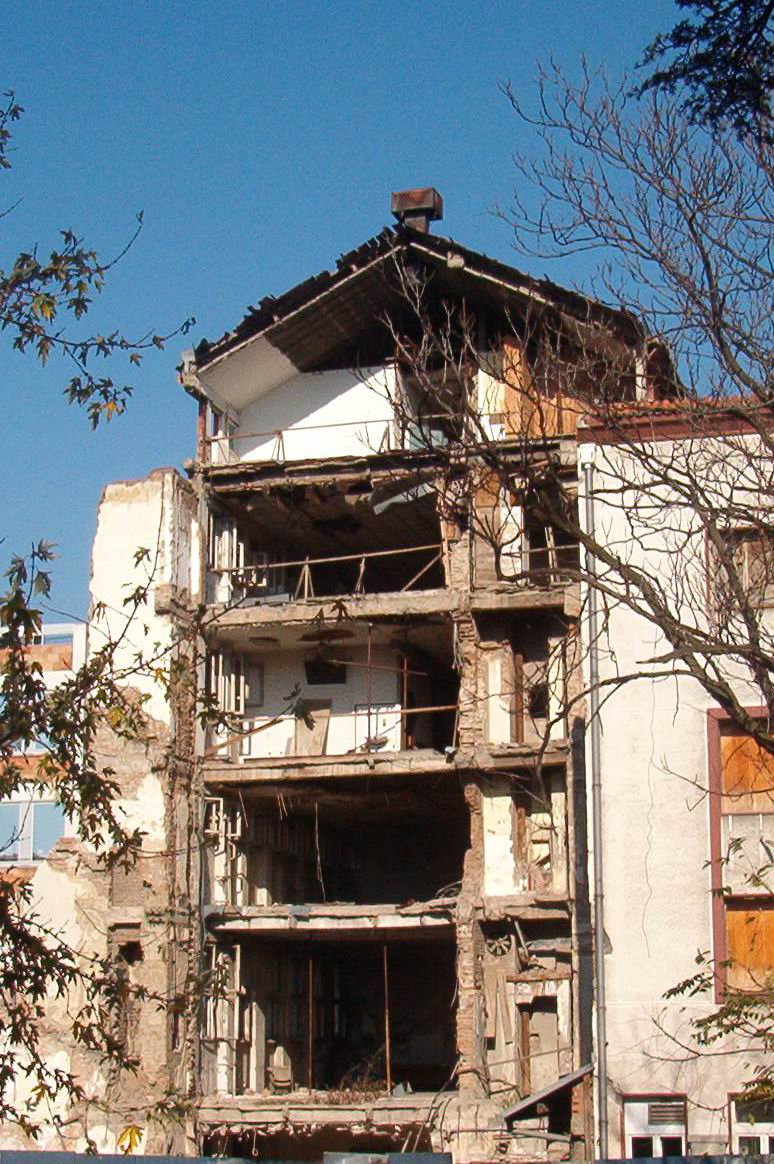
Zerstörtes RTS-Gebäude nach dem NATO-Bombardment 1999

Im Jahr 1992, nach dem Zerfall Jugoslawiens, wurde das bisherige Fernsehen TV Beograd in Radio Televizija Srbije umbenannt und in Javni RTV Servis Srbije integriert. In der Nacht des 23. April 1999 wurde das Nationale Fernsehen von der NATO bombardiert; dabei wurden 16 Mitarbeiter getötet. Amnesty International wertet diesen Angriff als Kriegsverbrechen.

## Eurovision Song Contest 2008
Die Sängerin Marija Šerifović gewann mit ihrem Lied Molitva, als Vertreterin Serbiens und der RTS den Eurovision Song Contest 2007. Da jeweils das Siegerland den folgenden Wettbewerb austragen muss, organisierte RTS den Eurovision Song Contest 2008. Austragungsort war die Belgrad Arena.

## Programme
Hörfunk:
- Radio Belgrad 1
- Radio Belgrad 2
- Radio Belgrad 3
- Belgrad 202

Fernsehen:
- RTS 1
- RTS 2
- RTS 3
- 3K (Fernsehen) (stellte den Sendebetrieb 2006 ein)
- Radio-Televizija Vojvodine (früherer Name „TV Novi Sad“)
- RTS SAT
- RTS Digital